# Оболенский, Владимир Николаевич (1865)
Князь Влади́мир Никола́евич Оболе́нский (24 июля 1865, Висбаден — 24 октября 1927, Париж) — русский генерал-майор, командир лейб-гвардии Преображенского полка.

## Биография
Из княжеского рода. Сын князя Н. Н. Оболенского, генерал-адъютанта и командира Гвардейского корпуса. Младший брат Александр — генерал-майор Свиты.
Окончил Пажеский корпус (1885), откуда выпущен был подпоручиком в лейб-гвардии Преображенский полк.
Чины: поручик (1889), флигель-адъютант (1897), штабс-капитан (1897), капитан (1900), полковник (1904), генерал-майор с зачислением в Свиту Его Императорского Величества (1912).
Служил полковым адъютантом, командиром роты, командиром полка (1912—1914) в Преображенском полку.
После Февральской революции 20 мая 1917 года был уволен от службы.
В 1919 году эмигрировал в Финляндию (Выборг). Позднее переехал во Францию, жил в Париже, служил в торговом доме. Состоял членом Союза преображенцев.
Умер скоропостижно в октябре 1927 года в Париже. Похоронен на французском кладбище Батиньоль.
С 1919 года был женат на Елизавете (1885—1955), дочери Василия Петровича Шереметева.

## Награды
- Орден Святой Анны 3-й ст. (1902)
- Орден Святого Станислава 2-й ст. (1905)
- Орден Святой Анны 2-й ст. (ВП 6.12.1908)
- Орден Святого Владимира 4-й ст. (1911)
- Орден Святого Владимира 3-й ст. (1913)

Иностранные:
- французский орден Почётного легиона[2]